# Urocotyledon
Urocotyledon es un género de gecos de la familia Gekkonidae. Se encuentran en África (Camerún, Congo, Tanzania ) y en Seychelles (la especie Urocotyledon inexpectata).

## Especies
Se reconocen las siguientes cinco especies:
- Urocotyledon inexpectata (Stejneger, 1893)
- Urocotyledon palmata (Mocquard, 1902)
- Urocotyledon rasmusseni Bauer & Menegon, 2006
- Urocotyledon weileri (Müller, 1909)
- Urocotyledon wolterstorffi (Tornier, 1900)